# 我才不会把女儿交给YouTuber!
《我才不会把女儿交给YouTuber!》是於2022年1月至3月在東京電視台「Drama Premiere 23」  播出的日本电视剧。本剧是佐佐木希首次主演东京电视台的电视剧 。臺灣由KKTV於2022年1月17日起每週一晚間23:30更新，譯名為《爸爸說我不可以嫁給YouTuber！》

## 演员表

### 主要人物
平千紗（たいら ちさ）〈32〉：佐佐木希
主人公。
榎本信（えのもと しん）〈40〉：金子統昭
東洋電視台職員。高收入。
TAKTAK（タックタック）〈27〉：戶塚純貴
超過百萬訂閱人數的人氣YouTuber。
平總一郎（たいら そういちろう）〈58〉：遠藤憲一
千紗的父亲。
平風花（たいら ふうか）〈28〉：若月佑美
千紗的妹妹。
平美惠子〈56〉：齊藤由貴
千紗的母亲，放任主義。
佐藤光輝〈32〉：栗山英宜
千紗的青梅竹馬。

## 脚注
1. 1 2 3 4 5 6  . CinemaCafe.net (株式会社イード). 2021-12-01  [2021-12-05]. （原始内容存档于2021-12-06）.
2. 1 2 3  . modelpress (株式会社ネットネイティブ). 2021-12-01  [2021-12-05]. （原始内容存档于2021-12-06）.